# Jens Brøchner
Jens Christian Vedige Brøchner (født 16. august 1972 i Frederiksværk) er en dansk økonom og embedsmand. Han har siden august 2024 været departementschef i Erhvervsministeriet og kom fra samme stilling i Skatteministeriet, som han havde haft siden 2012.
Brøchner er uddannet cand.polit. fra Københavns Universitet i 1998. Før han blev udnævnt til departementschef, var han koncerndirektør i ATP og direktør i Pensionsstyrelsen. Tidligere var han afdelingschef i Finansministeriet.
Den 20. januar 2020 afslørede Ekstra Bladet at Brøchner havde to ikke-registrerede litauiske håndværkere til at bygge anneks og en terrasse på hans sommerhus i Nordsjælland, og at de fik penge direkte i hånden. Den 22. januar erkendte Brøchner, at han brød reglerne om sort arbejde, hvoraf flere dele var vedtaget med ham som departementschef.